# Carbonea assimilis
Carbonea assimilis är en lavart som först beskrevs av Hampe ex Körb., och fick sitt nu gällande namn av Hafellner & Hertel. Carbonea assimilis ingår i släktet Carbonea och familjen Lecanoraceae.  Arten är reproducerande i Sverige. Inga underarter finns listade i Catalogue of Life.